# 箭-3
箭-3（希伯來語：חֵץ 3），或译作飞箭三型，是由以色列和美国联合资助、开发和生产的高空高超音速反弹道飛弹。飞箭三型在以色列國防部和美国导弹防御署聯合监督下，由以色列航太工業和波音聯合生產。它可以高空拦截弹道飛弹（携带核弹头、化学武器、生物武器或常规弹头的洲際彈道飛彈）。该导弹的射程据报可达2,400公里。
根据以色列航天局主席的说法，飞箭三型也是一種反衛星武器，这将使以色列成为世界上少数几个能够击落卫星的国家。2015年12月10日，飞箭三型在測試時首次成功拦截目標。2019年7月，飞箭三型在阿拉斯加测试時成功拦截了3枚火箭，其中一枚火箭在大气层外被攔截。這表明飞箭三型可以在大气层外拦截目标。2023年9月28日，德国批准从以色列购买飞箭3型反导防御系统。